# Gävle Strand

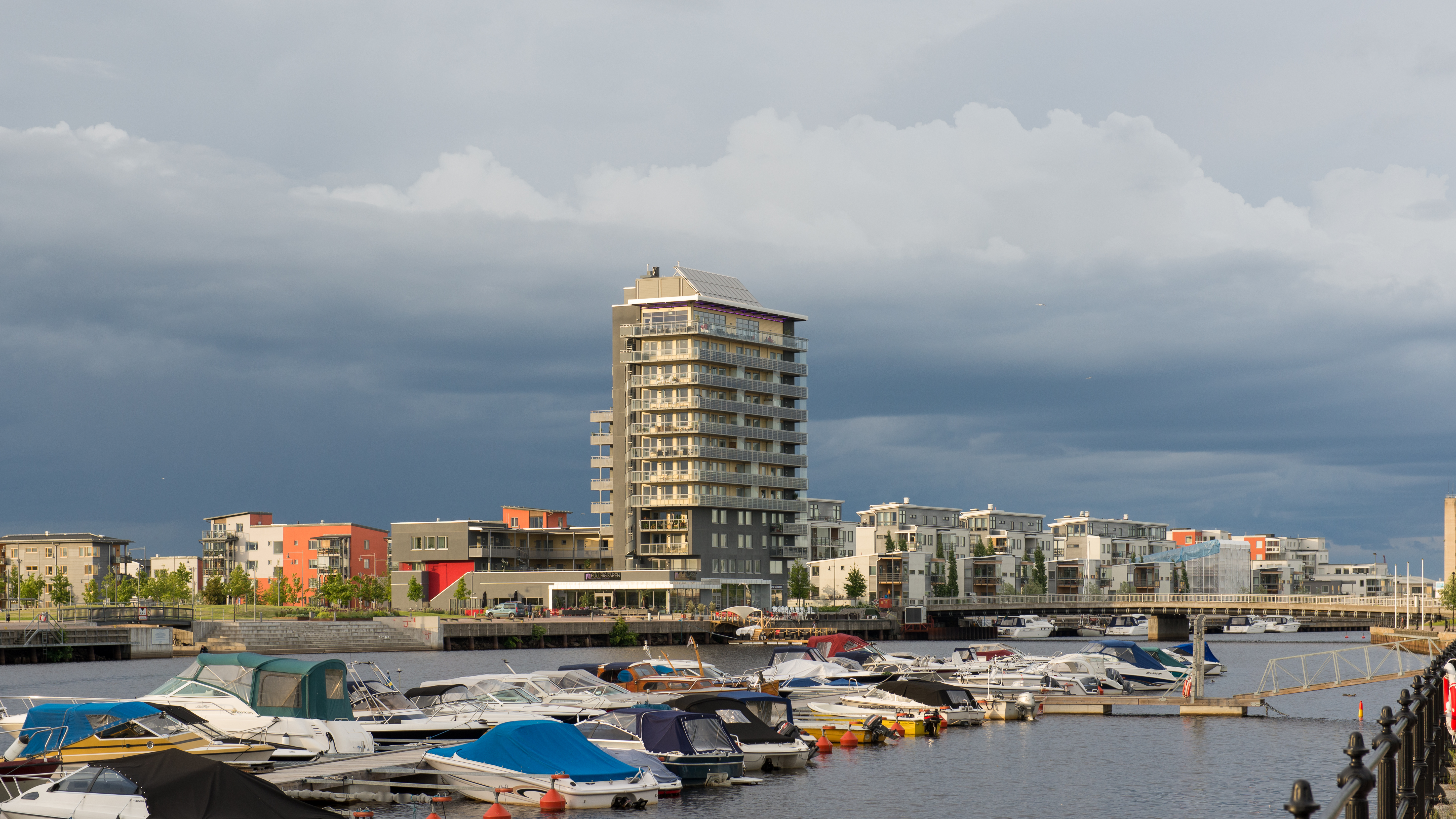
Ny bebyggelsen i Gävle strand i juni 2023.

Gävle Strand är ett bostadsområde i Gävle, beläget på Alderholmen öster om Gävles centrum, där Gavleån möter havet vid Inre fjärden. Gavleån passerar söder om Gävle Strand och genom området passerar den grävda kanalen Lillån. Bostäderna på Gävle Strand utgörs av en blandning av hyresrätter, bostadsrätter och radhus. Hyresrätterna ägs av det allmännyttiga bostadsbolaget Gavlegårdarna och bostadsrättsföreningarna är medlemmar i HSB. Namnen på gatorna är i många fall kopplade till sjöfart och hamnarbete. 
På Gävle Strand finns bland annat förskolan Fyren, parken Jungfruparken, sporthallen Korpen, parkeringshuset Briggen och några restauranger. Närmast Gavleån finns det populära promenadstråket Bråbänken. Det finns även ett rikt båtliv i området.

## Historia

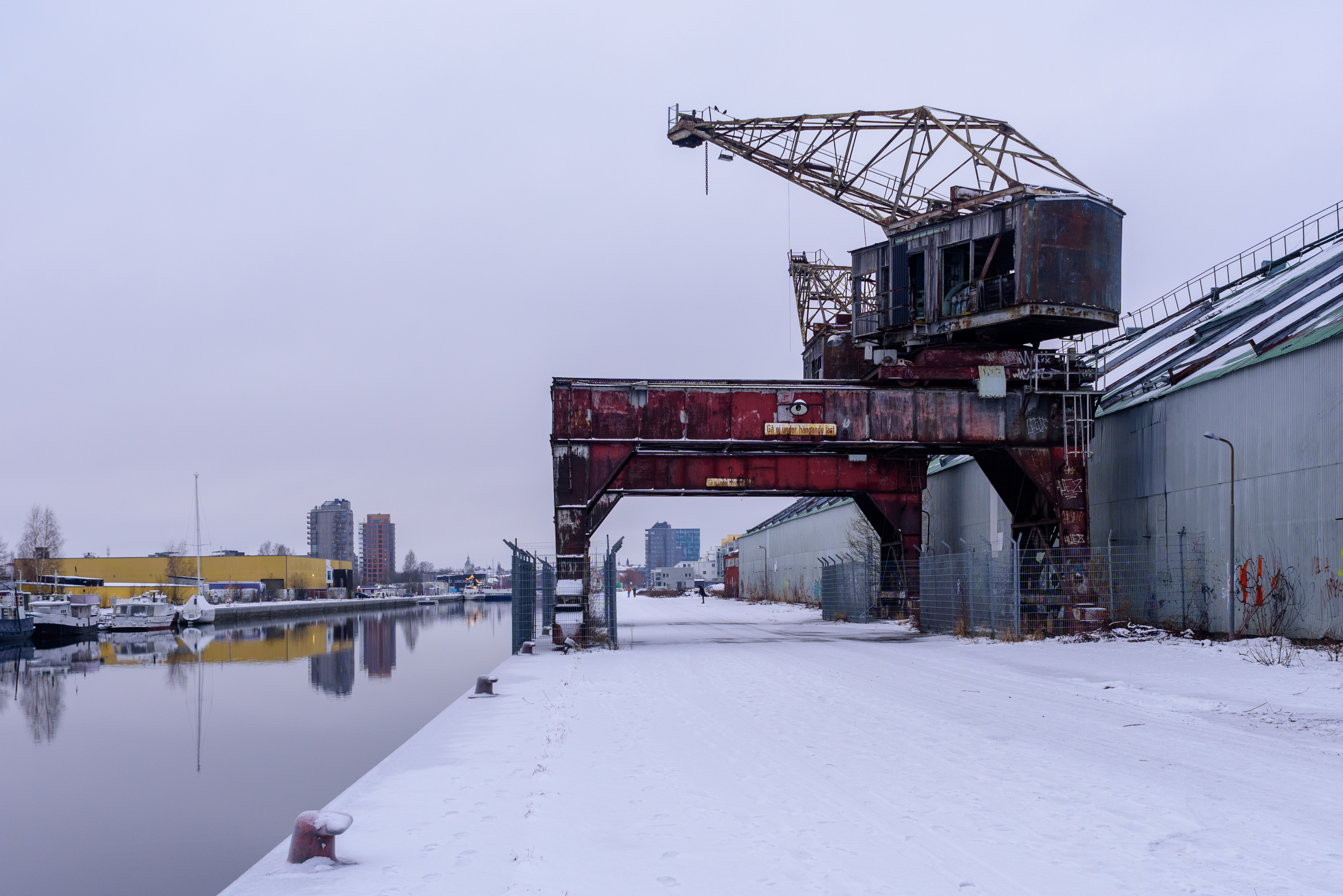
Rester av hamnverksamheten längst ut på Alderholmen.

Innan Gävle Strand började byggas var området ett övergivet hamn- och industriområde i Gävles inre hamn. Idén om att omvandla området till en havsnära stadsdel lanserades på 1980-talet. 1984 presenterades planer på att bygga 2000 bostäder, butiker, restauranger och saluhall på Alderholmen. Dessa planer genomfördes dock inte den gången. 
1989 presenterades ett förslag om att flytta Högskolan i Gävle till Alderholmen. Dessa planer övergavs efter att regeringen 1992 beslutade att I14:s lokaler skulle byggas om till högskola när regementet lades ner 1993. Alderholmsprojektet lades då på is.
1996 inledde ICA diskussioner om att bygga en ICA Maxi-butik med tillhörande bilparkering på Alderholmen. Flera politiker ansåg då att det havsnära läget kunde användas bättre om bostäder bygges på platsen istället och planerna på att bygga bostäder på Alderholmen tog då ny form. ICA byggde istället en ICA Maxi-butik nära E4:s södra infart till Gävle.
2002 presenterade Brynäs IF planer på att bygga en stor evenemangsarena på Alderholmen, något som dock aldrig blev verklighet. Istället satsades det på bostäder och flera intresserade exploatörer fick lämna förslag på hur det nya bostadsområdet skulle se ut. Det förslag som sedan genomfördes innefattade att den tidigare igenlagda Lillån grävdes upp och gjordes till en kanal genom området. Detta i syfte att stärka identiteten som sjöfartsstad och göra de inre delarna av området attraktiva. 
Gävle Strand har ända sedan starten varit ett byggnadsprojekt som byggs ut mer och mer. Området avses byggas ut i tre etapper. Detaljplanen för etapp 1 var klar 2006 och inflyttningen påbörjades 2008. Detaljplanen för etapp 2 var klar 2008 varpå fler bostäder byggdes. År 2020 är etapp 1 färdigbyggd medan etapp 2 fortfarande håller på att byggas. Etapp 3 är på planeringsstadiet.

## Framtid
Gävle kommun har 2020 planer på att Gävle Strand ska byggas ut med etapp 3. Enligt kommunen ska detta bli en modern och hållbar stadsdel med en varierande bebyggelse i havsnära läge där gående och cyklister ska prioriteras. Etapp 3 avses bli den sista delen i utbyggnaden av Gävle Strand. På Hucken, den kaj som etapp 3 är tänkt att byggas på, finns en stor silo som tidigare användes för lagring av spannmål. Det fanns tidigare planer på att bygga om silon till bostäder men dessa planer har övergivits och de planer som är gällande 2020 innefattar att silon ska rivas när etapp 3 byggs.

## Angränsande stadsdelar
- Brynäs
- Gävle City
- Nordost
- Näringen